# Коновалов, Сергей Валерьевич
Сергей Валерьевич Коновалов (род. 14 января 1976, с. Таловка, Змеиногорский район, Алтайский край) — доктор технических наук, профессор, проректор по научной и инновационной деятельности Сибирского государственного индустриального университета, главный научный сотрудник ОНИЛ-4 (Отраслевая научно-исследовательская лаборатория авиационного материаловедения).  
Научные интересы:
— физика конденсированного состояния;
— физика прочности и пластичности материалов в условиях внешних энергетических воздействий.
Кандидатская диссертация — Эволюция структурно-фазовых состояний аустенитной стали при усталости с импульсным токовым воздействием, защищена в 2002 году.
Докторская диссертация — Закономерности влияния электромагнитных полей и токов на пластичность металлов и сплавов, защищена в 2013 году. 

## Биография
Окончив в 1993 году лицей № 34 поступил на физический факультет Томского Государственного Университета, который окончил в 1998 году. В этом же году Коновалов Сергей Валерьевич начал работать ассистентом на кафедре физике СибГИУ, а в 1999 году поступил в аспирантуру по специальности 01.04.07 — «Физика конденсированного состояния» и 25 июня 2002 года защитил кандидатскую диссертацию в Сибирском государственном индустриальном университете по теме «Эволюция структурно-фазовых состояний аустенитной стали при усталости с импульсным токовым воздействием» под руководством докторов физико-математических наук, профессоров В.Е. Громова и Э. В. Козлова. Начиная с 1998 года по 2017 года работал в должностях ассистента, старшего преподавателя, доцента, ведущего учёного школы «Прочность и пластичность материалов в условиях внешних энергетических воздействий», директора центра (Центр коллективного пользования «Материаловедение») Сибирского Государственного Индустриального университета, профессора кафедры физики имени профессора В. М. Финкеля СибГИУ. В 2005 г. решением ВАК РФ Коновалову Сергею Валерьевичу присвоено ученое звание доцента по кафедре физике. В 2005 году за достижения в области научных исследований Администрацией Кемеровской области присуждено звание "Лауреат Губернаторской премии «Молодость Кузбасса». В 2013 г. защитил докторскую диссертацию по теме «Закономерности влияния электромагнитных полей и токов на пластичность металлов и сплавов», научным консультантом по которой является профессор Громов Виктор Евгеньевич. С. В. Коновалов является автором более 100 научных статей, входящих в базы данных Scopus, Web of Science и РИНЦ.Член диссертационного совета Д 212.252.04 при СибГИУ.  В 2016 г вошел в реестр экспертов РАН . В 2017 году присвоено учёное звание "Профессор". С февраля 2017 года возглавлял кафедру Технологии металлов и авиационного материаловедения  Самарский национальный исследовательский университет имени академика С. П. Королёва. В 2017 году удостоился статуса Guest Professor Wenzhou University  . В 2022 вступил в должность проректора по научной и инновационной деятельности СибГИУ . 

## Научное открытие
Международная академия авторов научных открытий и изобретений признала выдвинутое сотрудниками кафедры физики имени профессора В. М. Финкеля, в том числе и С. В. Коновалова положение «Явление увеличения усталостной долговечности сталей различных структурных классов электронно-пучковой обработкой» научным открытием в области материаловедения (выходные данные о научном открытии: Громов, В. Е. Явление увеличения усталостной долговечности сталей различных структурных классов электронно-пучковой обработкой // В. Е. Громов, Ю. Ф. Иванов, С. В. Коновалов, С. В. Воробьев, В. В. Сизов. Диплом № 460. Приоритет 18.10.2010. Сибирский государственный индустриальный университет. Заявка №А-585 от 09.07.2013).

## Факультеты и институты
Институт фундаментального образования
- Кафедра физики имени профессора В. М. Финкеля[11]

## Перечень основных монографий
- Коновалов С. В. Прочность и пластичность металлов при слабых электрических воздействиях / С. В. Коновалов, Р. А. Филипьев, О. А. Столбоушкина, В. И. Данилов, В. Е. Громов. — Новокузнецк: Изд-во ОАО «Новокузнецкий полиграфический комбинат», 2009. — 180 с. ;
- Столбоушкина О. А. Структурно-фазовые состояния и дислокационная субструктура Аl при ползучести // Столбоушкина О. А., Коновалов С. В., Иванов Ю. Ф., Громов В. Е. — Новокузнецк: Изд-во ОАО «Новокузнецкий полиграфический комбинат», 2010. — 182 с. ;
- Иванов Ю. Ф., Воробьев С. В., Коновалов С. В., Громов В. Е., Коваль Н. Н. Физические основы повышения усталостной долговечности нержавеющих сталей. — Новокузнецк: Изд-во «Интер-Кузбасс», 2011. — 302 с.
- Коновалов С. В., Громов В. Е., Иванов Ю. Ф. Влияние электромагнитных полей и токов на пластическую деформацию металлов и сплавов. — Новокузнецк: Изд-во «Интер-Кузбасс», 2013. — 293 с.
- Глезер А. М., Ширинов Т. М., Яскевич М. И., Громов В. Е., Коновалов С. В. Структура и механические свойства легированных сплавов на основе FeCo. Изд-во «Новокузнецкий полиграфический комбинат», Новокузнецк. 2009. 142 с.
- V. E, Gromov, Yu. F. Ivanov, S, V. Vorobiev, S. V. Konovalov. Fatigue of steels modified by high intensity electron beams. Cambridge:

Cambridge International Science Publishing Ltd, 2015. – 272 p.
- Громов В. Е., Коновалов С. В., Аксёнова К. В., Кобзарева Т. Ю. Эволюция структуры и свойств легких сплавов при энергетических воздействиях. Мин-во обр. и науки РФ, СибГИУ, Межгос. координац. совет по физике прочности и пластичности материалов. - Новосибирск: Изд-во СО РАН, 2016. - 249 с.
- D. Zaguliaev, V. Gromov, S. Konovalov, Y. Ivanov. Electron-Ion-Plasma Modification of a Hypoeutectoid Al-Si Alloy. CRC Press. 2020. 2687 p (https://doi.org/10.1201/9781003045960).
- V. E. Gromov, S. V. Konovalov, Yu. F. Ivanov, K. A. Osintsev. Structure and Properties of High-Entropy Alloys. Springer. 2021. 110 p (https://link.springer.com/book/10.1007/978-3-030-78364-8).